# Alfa Romeo 1750
La 1750 berline est une automobile sportive de gamme moyenne-haute, produite par le constructeur italien Alfa Romeo de Milan entre 1968 et 1971 dans son usine d'Arese. Cette voiture est déclinée en version 2000 à partir de 1971 jusqu'en 1977, tout en conservant une carrosserie identique à quelques modifications près.

## L'histoire du modèle
Pendant la seconde partie des années 1960, l'Alfa Romeo Giulia connait un très bon succès commercial et Alfa Romeo décide de lancer le projet d'une automobile de classe supérieure qui puisse satisfaire une clientèle plus exigeante, mais aussi répondre à la demande du cahier des charges des automobiles ministérielles. 
Avec le "projet 105", élégamment habillé par le célèbre carrossier Bertone, une toute nouvelle automobile apparaît possédant des caractéristiques sportives, une tenue de route sûre, une conduite facile et un aspect élégant mais sobre comme il était d'usage pour cette catégorie. C'est l'occasion, pour Alfa Romeo, de reprendre sa place dans la catégorie haut de gamme qui avait été abandonnée depuis la fin de production en 1962 des Alfa Romeo 1900 et Alfa Romeo 2000. 
À partir de ce projet 105, Alfa Romeo réalise les versions 1750 et 2000. La vie de ces modèles a été un peu perturbée lorsque l'Italie de cette époque connut l'automne chaud de 1969 - l'équivalent du Mai 68 français.

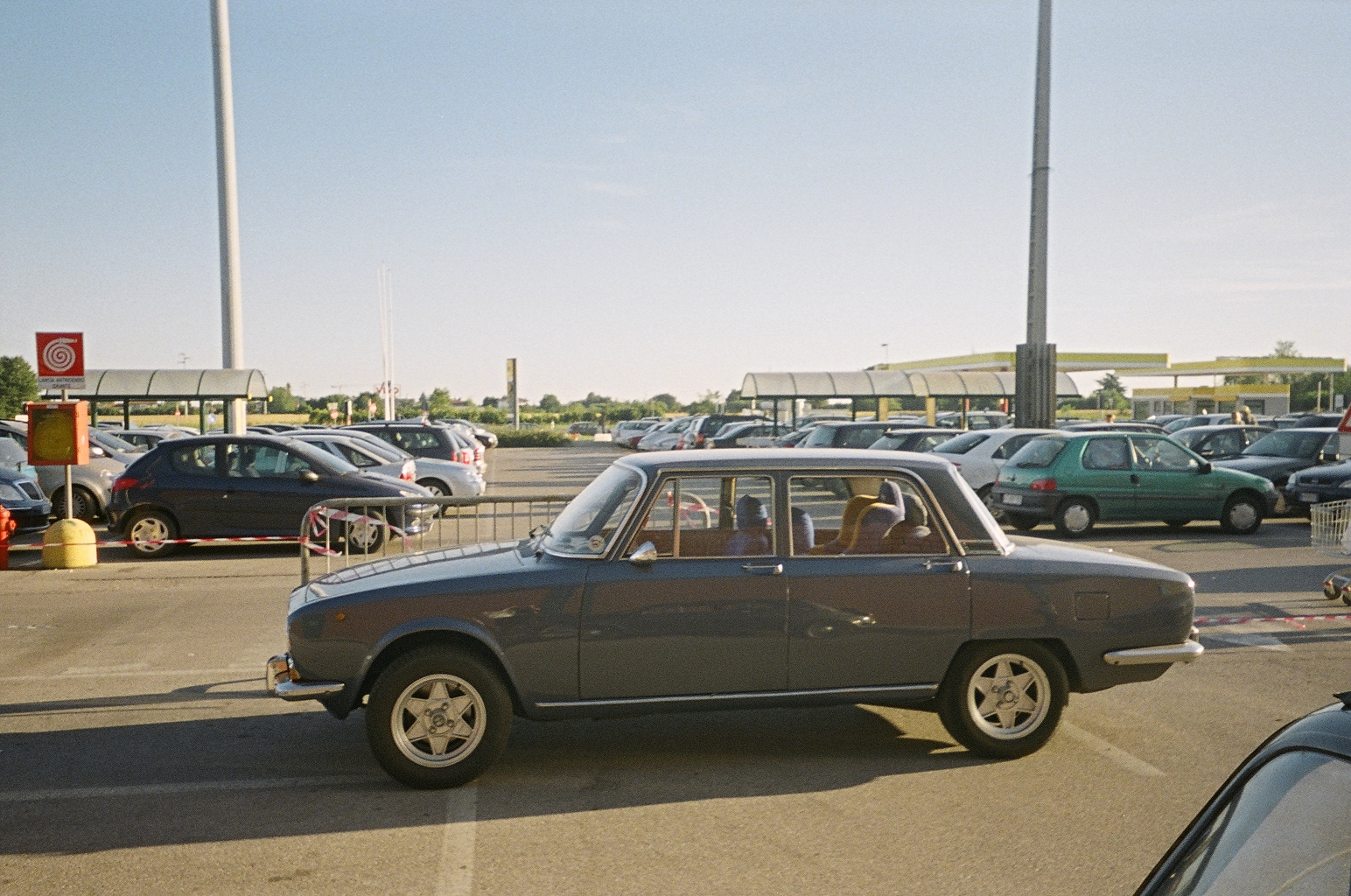
Alfa Roméo 1750 berline - 1re série.

## La 1750
Présentée officiellement le 17 janvier 1968, l'Alfa Romeo 1750 reprend les caractéristiques typiques qui ont fait le succès de la Giulia, sans pour autant partager son style très particulier. 
Par rapport à la "Giulia", la "1750" bénéficie d'un empattement plus important de 6 cm avec des porte-à-faux avant et arrière plus longs ce qui procure une belle harmonie à l'ensemble. 
La carrosserie autoporteuse préserve une structure à déformation différenciée progressive et un habitacle indéformable. Le bloc moteur-boîte avec la propulsion classique possède un réglage et un équilibrage parfaits. Ce sera la dernière voiture à être dotée de ce système dans la gamme Alfa Romeo. Sur les générations suivantes, Alfa Romeo Alfetta, Alfa Romeo Giulietta nuova, Alfa Romeo 90 et Alfa Romeo 75, la boîte de vitesses sera accolée au différentiel à l'arrière, pour améliorer la stabilité, mais en perdant la douceur de fonctionnement de la boîte qui était très appréciée dans les voitures milanaises depuis les années 1950.
C'est en 1969 qu'elle bénéficie de quelques retouches et améliorations fonctionnelles et esthétiques comme les clignotants avant, les répéteurs d'aile et le volant en bois. La mécanique ne change pas et les 118 ch du moteur propulsent la voiture à plus de 180 km/h.
La version destinée aux États-Unis est équipée d'un système d'injection mécanique "Alfa Spica". Ce système très sophistiqué, similaire à celui de l'Alfa Romeo Montreal, permet de satisfaire aux normes antipollution américaines avec une perte de puissance de 10 ch, mais avec une réduction significative de la consommation de carburant - la version USA peut facilement consommer 9 litres/100 km pour une utilisation au quotidien. Ce système fut ultérieurement utilisé sur les 2000 et Alfetta en version USA jusqu'en 1981.

## La 2000
En 1971, Alfa Romeo remplace la 1750 par le modèle 2000 qui reprend la même carrosserie mais avec les quatre phares de même diamètre et l'écusson central scudetto de la calandre élargi. Equipée du nouveau moteur Alfa Romeo de 1.962 cm3 développant 132 ch. Le modèle sera remplacé en 1977 par l'Alfetta.

### La production
| Version                                                            | Années de production                                               | Exemplaires |
| ------------------------------------------------------------------ | ------------------------------------------------------------------ | ----------- |
| 1750 Berline 1re série                                             | 1968 - 1969                                                        | 49 986      |
| 1750 Berline 2e série                                              | 1969 - 1971                                                        | 40 758      |
| 1750 Berline Injection                                             | 1969 - 1971                                                        | 11 136      |
| 2000 Berline                                                       | 1971 - 1977                                                        | 89 840      |
| Total N.B.:Données de Luigi Fusi "Produzione Alfa Romeo 1910-1989" | Total N.B.:Données de Luigi Fusi "Produzione Alfa Romeo 1910-1989" | 191 720     |

Ces chiffres de production incluent les 5.764 modèles avec volant à droite produits pour l'assemblage en CKD en Afrique du Sud par la filiale locale Alfa Romeo South Africa.

### Caractéristiques techniques

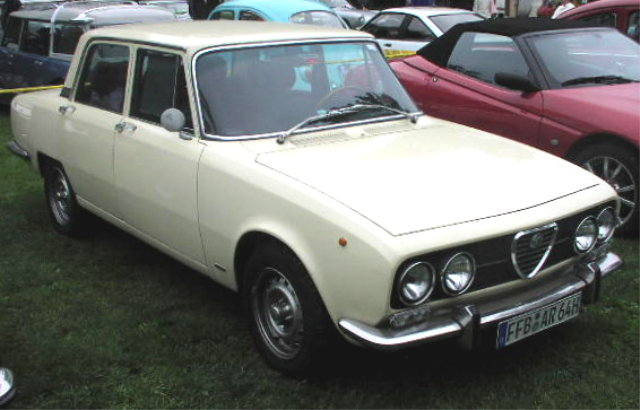
Alfa Romeo 2000

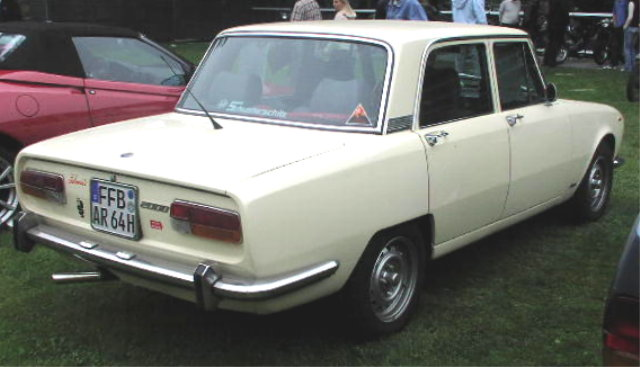
Alfa 2000 vue arrière

| Caractéristiques techniques Alfa Romeo 1750 Berline - 1968 | |
| Moteur                                                     | 4 cylindres en ligne cycle Otto - chambres hémisphériques                                                                                   |
| Cylindrée                                                  | 1 779 cm3 - Alésage x course = 80 x 88,5 mm                                                                                                 |
| Distribution                                               | 2 soupapes au sodium, deux arbres à cames en tête et double chaine                                                                          |
| Puissance maxi                                             | 115 ch DIN - 132 ch SAE à 5 500 tr/min |
| Couple maxi                                                | 186 N m SAE à 3 000 tr/min |
| Embrayage                                                  | Monodisque à sec |
| Boîte de vitesses                                          | 5 rapports + MA |
| Roues motrices                                             | Arrière |
| Carrosserie                                                | Métallique autoporteuse à déformation progressive - habitacle indéformable                                                                  |
| Suspensions AV                                             | Roues indépendantes, bras transversaux, bielle oblique, ressorts hélicoïdaux, barre stabilisatrice, amortisseurs hydrauliques télescopiques |
| Suspensions AR                                             | Pont rigide, ressorts hélicoïdaux, bras longitudinaux, barre stabilisatrice, amortisseurs hydrauliques télescopiques                        |
| Freinage                                                   | À disques et servofrein |
| Pneumatiques                                               | 165/82 R14 88S |
| réservoir                                                  | 46 litres |
| Vitesse maxi                                               | 180 km/h |
| Consommation                                               | 11,6 l/100 km |

| Caractéristiques techniques Alfa Romeo 2000 Berline - 1971 | |
| Moteur                                                     | 4 cylindres en ligne cycle Otto - chambres hémisphériques                                                                                   |
| Cylindrée                                                  | 1 962 cm3 - Alésage x course = 84 x 88,5 mm                                                                                                 |
| Distribution                                               | 2 soupapes au sodium, deux arbres à cames en tête et double chaine                                                                          |
| Puissance maxi                                             | 132 ch DIN à 5 500 tr/min |
| Couple maxi                                                | 176 N m DIN à 3 000 tr/min |
| Embrayage                                                  | Monodisque à sec |
| Boîte de vitesses                                          | 5 rapports + MA |
| Roues motrices                                             | Arrière |
| Carrosserie                                                | Métallique autoporteuse à déformation progressive - habitacle indéformable                                                                  |
| Suspensions AV                                             | Roues indépendantes, bras transversaux, bielle oblique, ressorts hélicoïdaux, barre stabilisatrice, amortisseurs hydrauliques télescopiques |
| Suspensions AR                                             | Pont rigide, ressorts hélicoïdaux, bras longitudinaux, barre stabilisatrice, amortisseurs hydrauliques télescopiques                        |
| Freinage                                                   | À disques et servofrein |
| Pneumatiques                                               | 165/82 R14 88S |
| réservoir                                                  | 46 litres |
| Vitesse maxi                                               | 192 km/h |
| Consommation                                               | 11,9 l/100 km |

L'Alfa 2000 est présentée en juin 1971 et fabriquée jusqu'en 1977. C'est l'évolution naturelle de l'Alfa 1750, elle en reprend d'ailleurs l'ensemble de la carrosserie. Elle est produite dans l'usine d'Arese.
En fait, cette nouvelle version n'a été créée que pour un motif purement marketing. À cette époque, il fallait disposer d'un modèle avec une motorisation 2,0 litres pour faire partie de la référence européenne du "Club des 2 litres".
Reprenant la base de la "1750", la "2000" ne bénéficie que de quelques retouches esthétiques, à l'avant avec des doubles phares de même dimension, de l'écusson Alfa Romeo élargi et des feux arrière agrandis. L'aménagement intérieur bénéficie de changements plus importants visant à augmenter le confort des passagers. L’équipement comprend notamment l'air climatisé, la lunette arrière dégivrante ainsi que les appuie-têtes sur les fauteuils à l'avant.
Le moteur est nouveau bien que dérivé du fameux moteur série 105.16 de la Giulia, dont la cylindrée passe de 1 779 à 1 962 cm3 grâce à une augmentation de 4 mm de l'alésage. Alimenté par deux carburateurs double corps Dell'Orto DHLA 40, il développe une puissance très élevée, pour l'époque, de 132 ch DIN. La vitesse maximum atteint les 195 km/h et l'accélération de 0 à 100 km/h est inférieure à 9 secondes.
Son caractère très sportif justifie les quatre freins à disque, la boîte directe à 5 rapports et le différentiel autobloquant. 
Ce nouveau moteur est également monté sur les modèles dérivés Coupé et Spider Duetto. Une version avec boîte de vitesses automatique a aussi été fabriquée, surtout destinée aux modèles exportés aux États-Unis.
Après avoir été produite à 89 840 exemplaires, la "2000"  est remplacée en 1977 par l'Alfetta.